# Octa

Escala de cobertura de nubes medida en octas u octavas con los símbolos meteorológicos para cada octa.

En meteorología,  la octa u octava es una unidad de medida empleada para describir la nubosidad observable en un lugar dado, como una estación meteorológica. Las condiciones del cielo se estiman en términos de cuántos octavos de cielo están cubiertos por nubes, de 0 octas (cielo completamente despejado) a 8 octas (cielo completamente nublado). Además, el código SYNOP contempla el indicador adicional de nubosidad «9» para señalar que el cielo está completamente oculto (es decir, no es visible), normalmente debido a niebla espesa o ventisca intensa.
En los mapas meteorológicos, las indicaciones en octas no suelen ser numéricas sino gráficas, mediante símbolos en el interior de un círculo central circundado por otros símbolos relacionados con el tiempo que presentan otros datos medidos, como la velocidad y la dirección del viento.
Si bien el proceso de estimar la nubosidad en octas visualmente (con un espejo, por ejemplo) es relativamente sencillo), las octas solo estiman la cobertura nubosa en términos del área del cielo que se puede ver debido a la presencia de nubes. Dado que no indican ni el tipo de nubes ni su espesor, esto no permite su uso para estimar el albedo de las nubes o la cantidad de radiación solar incidente.
Es posible medir las octas de nubosidad a partir de las imágenes de los satélites geoestacionarios equipados con sensores de alta resolución, como el Himawari 8. De forma análoga a las estimaciones directas, las imágenes satelitales tampoco representan la composición de las nubes. Es común encontrar referencias en octas en pronósticos meteorológicos de aviación y pronósticos para niveles bajos: SKC = cielo despejado; FEW = 1 a 2 octas (nubes escasas) ; SCT (nubes dispersas) = 3 a 4 octas; BKN (nubes fragmentadas) = 5 a 7 octas; OVC (nublado/cubierto) = 8 octas; NSC = ninguna nube significativa; CAVOK = techo y visibilidad bien.